# 平良エレア
平良エレア（たいら えれあ）は、日本の女性モデル。2018年、ミス・ユニバース沖縄の講師を務める。2020年現在、ベストオブミスの講師・審査員。

## 経歴
1989年3月1日、沖縄県浦添市に生まれる。
浦添市立浦添中学校在学中はバレー部に所属。2・3年時は県大会準優勝。サイクル競技の内間康平は同期である。
2014年のSUPER GTでは、TEAM IMPULのレースクイーン・「2014カルソニックレディ」を早川あやかと共に務める。
2016年、ミス・グランド・ジャパンで準優勝するなど、ミスコン女王としても頭角を現す。
2016年6月、東京都品川区で開催されたハーレーダビッドソンのイベントのサポーター。
2018年からミスユニバース沖縄の講師としてウォーキング、スピーチ、身体作りの指導を行う。
2020年、日本ミスコン協会のランニング部「JMCA RUN CREW」のリーダーおよびベストオブミス東京2021公式講師に就任。
2020年現在、フィットネスモデルとして活動するかたわら、マラソンやトライアスロンにも参加。

### ミスコンのキャリア
| 年   | 月 | 日 | 大会                             | 結果       | 備考                                         |
| ---- | -- | -- | -------------------------------- | ---------- | -------------------------------------------- |
| 2016 | 9  | 11 | ミス・グランド・ジャパン2016     | 準優勝     | [ 10 ]                                       |
| 2016 |    |    | ミス・スプラナショナル・ジャパン | 特別賞     | 平良絵玲亜名義                               |
| 2016 |    |    | ミス・ユニバース沖縄             | 不明       | [ 12 ]                                       |
| 2017 | 1  | 22 | ミス・ユニバース沖縄             | グランプリ | 沖縄代表として全国大会出場                   |
| 2019 | 2  | 11 | ミス・グローバル                 |            | 日本代表（Miss Global Japan 2018）として出場 |

その他、ミス・ジャパン沖縄であるとする資料もあるが、そのような事実はミス・ジャパンのサイトで確認できない。

## 人物
趣味はジムに行くこと。特技はバレーボール。